# Alfred Parsons
Pour les articles homonymes, voir Parsons.
Alfred William Parsons, né le 2 décembre 1847 à Beckington et mort le 16 janvier 1920, est un peintre anglais spécialisé dans l'illustration et les paysages qui fut aussi paysagiste,,.
Alfred Parsons est connu pour ses peintures de paysages anglais et ses illustrations botaniques grâce auxquelles il est en rapport avec le paysagiste William Robinson (en). Il expose régulièrement ses œuvres entre 1868 et 1919. Il conçut aussi des jardins, la plupart en Angleterre et quelques-uns en Écosse et aux États-Unis. Parsons et ses contemporains pensaient qu'un artiste était mieux à même de concevoir des jardins. Il gagne le Chantrey Bequest en 1887 et publie Notes From Japan en 1896. Parsons devient président de la Society of Painters in Watercolours en 1905, et parmi d'autres il illustre The Genus Rosa d'Ellen Willmott. Jardinier doué, il s'occupe de ses roses dans les six dernières années de sa vie à Luggershill (Broadway), dans le Worcestershire.

## Biographie

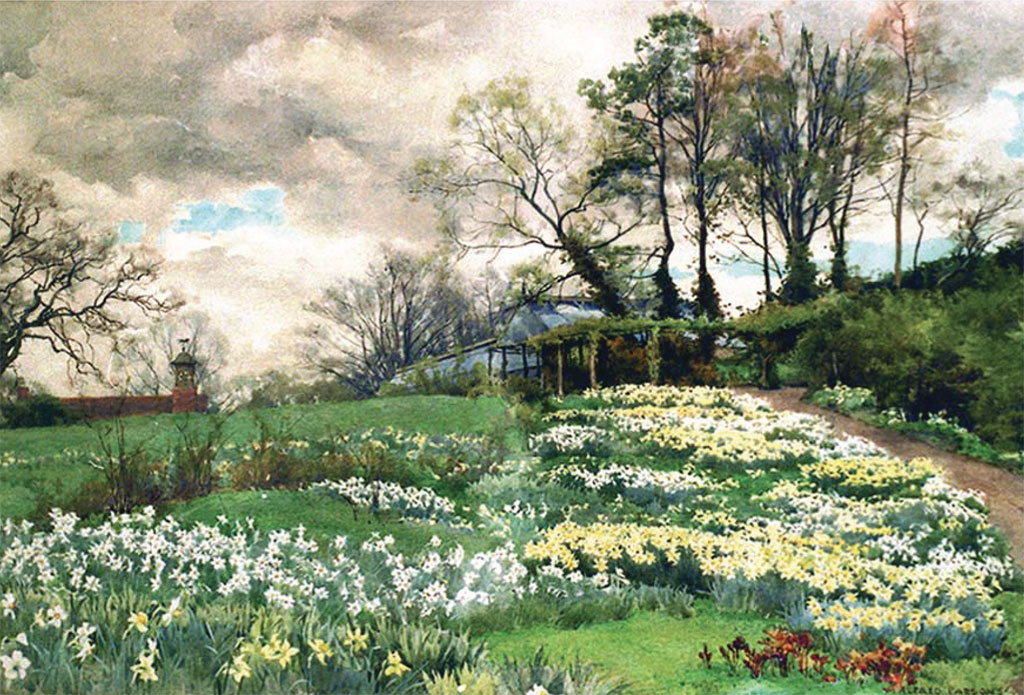
Aquarelle du jardin d'Ellen Willmott (coll. privée)

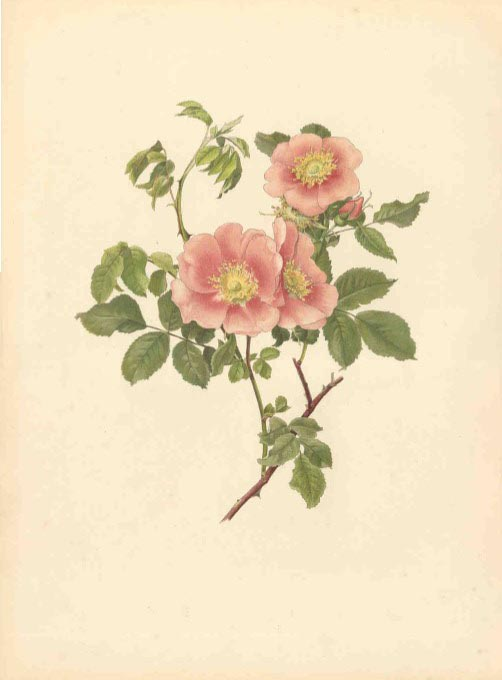
Rosa laxa peinte par Parsons

Alfred Parsons naît à Beckington, près de Frome, dans le Somerset, dans la famille du Dr Joshua Parsons, chirurgien passionné de plantes alpines et correspondant de William Robinson ; il est élevé à Londres. II devient fonctionnaire au ministère des postes en 1867, mais au bout de deux ans il démissionne d'un poste qu'il trouve ennuyeux pour reprendre des études à la Kensington School of Art. Il expose dans diverses galeries dont la Grosvenor Gallery et la Royal Academy, où il expose chaque année de 1874 jusqu'à la fin de sa vie.
Parsons, qui se passionne pour tout ce qui est anglais, rejoint la communauté d'artistes du village de Broadway dans les Cotswolds (Worcestershire). Il compte parmi ses proches des artistes américains comme Francis Davis Millet, qui est un de ses intimes jusqu'à sa mort dans le naufrage du Titanic, et Edwin Austin Abbey, avec qui il collaborait daks l'illustration de livres. Grâce à ses amis américains, il donne des illustrations pour le Harper's Magazine. Il illustre des livres, comme des nouvelles de Thomas Hardy ou des livres de voyage. Henry James remarque que les illustrations de Parsons de la campagne anglaise reflètent parfaitement les aspirations des Américains :
« Was it there that Mr. Parsons learned so well how Americans would like England to appear? ...The England of his pencil... is exactly the England that the American imagination, restricted to itself, constructs from the poets, the novelists, from all the delightful testimony it inherits. »
Les trois amis, Parsons, Millet et Abbey, habitaient ensemble et recevaient à Londres au 54, Bedford Gardens. William Robinson lui commande des illustrations pour The Wild Garden: Or, Our Groves and Shrubberies Made Beautiful by the Naturalisation of Hardy Exotic Plants (1881, la 5e édition de 1903 étant la meilleure) et reçoit ses conseils pour son Gravetye Manor. Certains artistes font des gravures de ses illustrations. Sa première commande de jardin vient de l'architecte Philip Webb pour la propriété de Clouds dans le Wiltshire appartenant à Mr & Mrs Percy Wyndham, figures éminentes du groupe féru d'esthétisme appelé The Souls : Parsons procède à des plantations de bulbes de printemps, de Magnolia × soulangeana, de roses et de lis, dans un écheveau de haies d'ifs taillés, mélangeant style nouveau et ancien.
L'association de Parsons avec ses associés américains a commencé en 1885 quand il loue avec ses amis londoniens une maison en face du Green, où John Singer Sargent commença à peindre Carnation, Lily, Lily, Rose. Parsons fit un jardin pour lui-même et ses amis à Russell House en face de la route d'Evesham à l'entrée Ouest de Broadway, puis un jardin pour Mary Anderson (Mrs Antonio de Navarro), à Court Farm (1896 et ensuite) et plus tard pour lui, à Luggershill (1903 et ensuite).
Parsons publie et illustre Notes in Japan (Londres, 1895) d'après son voyage au Japon entre 1892 et 1894.
Il illustre le livre d'Ellen Willmott The Genus Rosa, publié en deux tomes entre 1910 et 1914, qui comprend 132 aquarelles de roses peintes de 1890 à 1908, conservées aujourd'hui à la Lindley Library de Londres. Ellen Willmott commande aussi des aquarelles à Parsons de ses trois jardins.
En tant que concepteur de jardins, Parsons s'associe en 1898 au capitaine Walter Croker St-Ives Partridge (1855-1924) (Parsons & Partridge de Newbury, Berkshire). En 1884, ils prennent un nouvel associé, Charles Clement Tudway (1846-1926). Parsons restaure des parcs historiques, comme celui du  Great Chalfield Manor du XVe siècle et de Littlecote House de l'époque élisabethaine, dans le Wiltshire. Alfred Parsons et Walter Partridge travaillent aussi aux jardins de Welbeck Abbey (1899-1905) et de Bryngarw, dans le Glamorganshire. Il travaille aussi au Wightwick Manor, en 1887, qu'il peint.
II est élu membre associé de la Royal Academy (ARA) en 1897 et académicien (RA) en 1911.